# 서부항공
서부항공(중국어: 西部航空责任公司, 영어: West Air)은 중화인민공화국 충칭 시에 기반을 둔 저비용 항공사이자 하이난 항공의 자회사이다. 충칭 장베이 국제공항을 중심으로 18개의 국내선 노선을 운항하고 있으며 4개의 국제선 노선을 운항하고 있다.

## 역사
서부항공은 하이난 항공을 바탕으로 2007년 3월 공식 창립되었으며 2007년 7월 14일 중국민용항공총국으로부터 항공운송사업면허를 취득하여 공식적 운항을 개시하였다. 또한 2016년 1월 18일, 유플라이 얼라이언스의 창립 회원사로 공식 가입하여 운항하고 있다.

## 운항 노선
- 2018년 1월 현재 서부항공은 다음과 같은 노선을 취항하고 있다.

## 보유 기종
- 2020년 6월 현재 서부항공은 다음과 같은 기종을 보유하고 있으며 평균 기령은 9.5년이다.[1]

### 퇴역 기종
- 보잉 737-300
- 보잉 737-400

## 같이 보기
- 중화인민공화국의 항공사 목록

## 사진

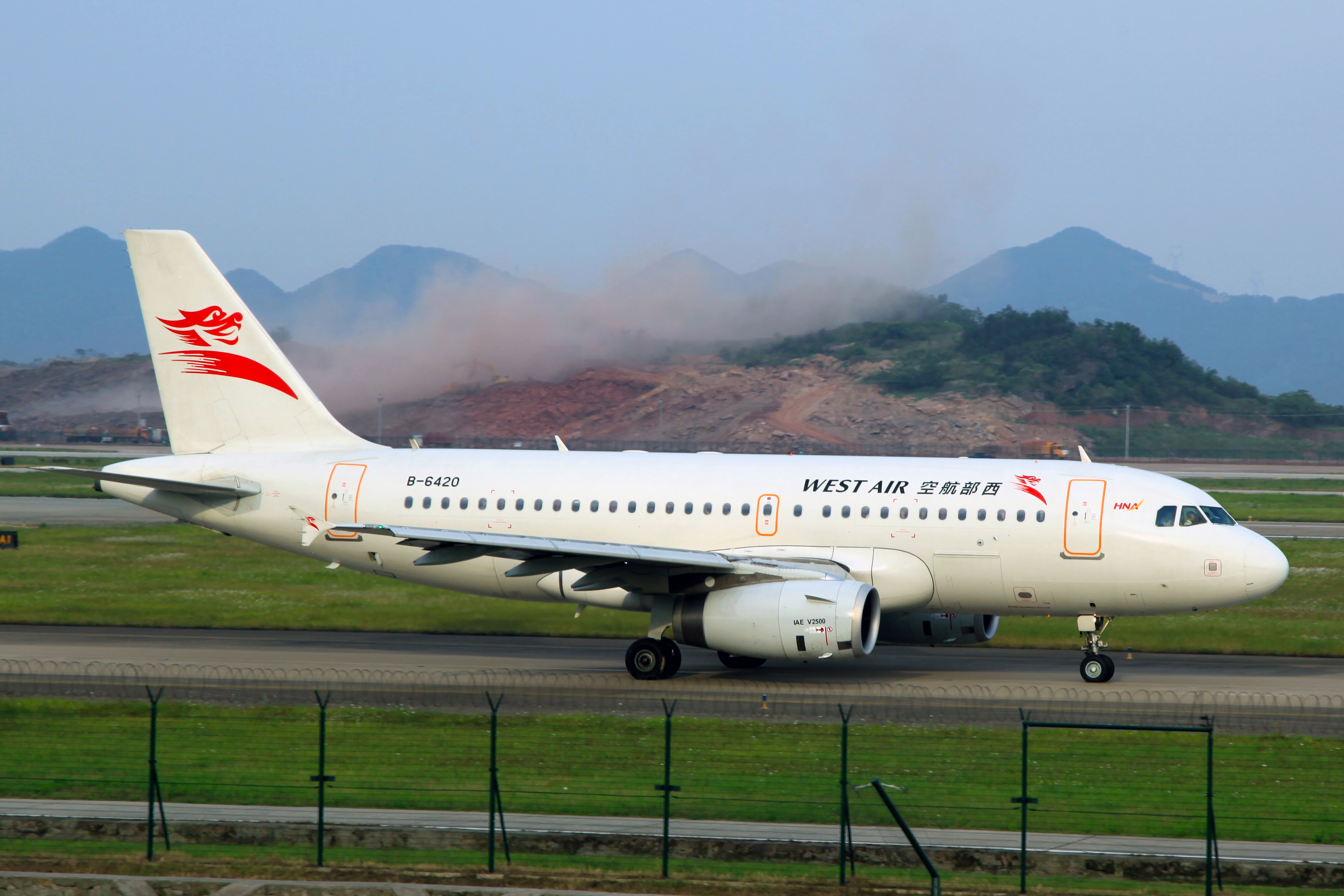
서부항공의 에어버스 A319-100
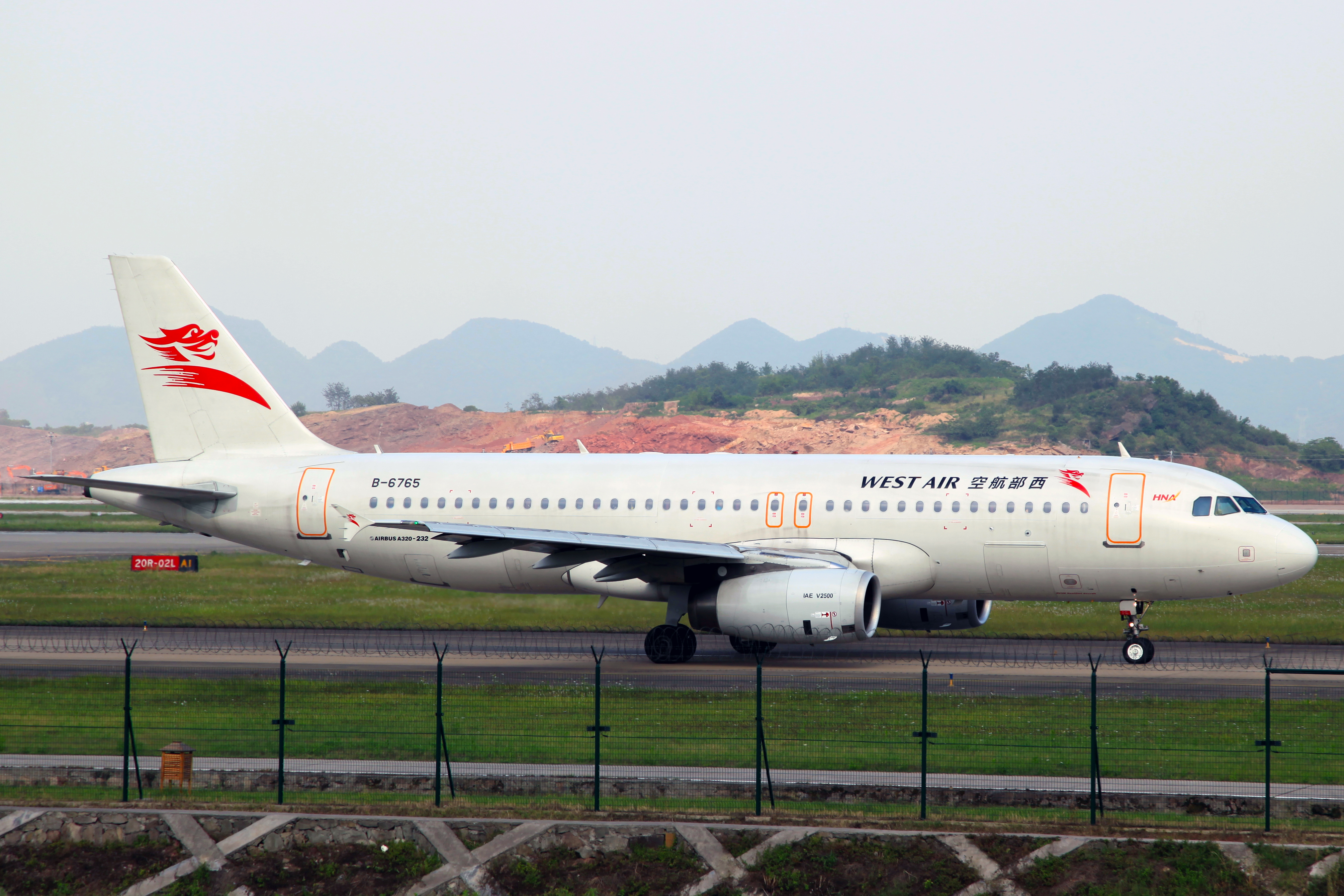
서부항공의 에어버스 A320-200